# Сарды

Город Сарды был столицей Лидийского царства

Са́рды (лид. 𐤮𐤱𐤠𐤭𐤣 — «Сфа́рда»; др.-перс. «Спа́рда»; др.-греч. Σάρδεις — «Са́рдейс», Σάρδῑς — «Са́рдис»; лат. Sardis, Sardes; др.-евр. ספרד‬ — «Сфара́д») — один из великих городов древнего мира, наиболее известный как столица Лидии, процветал в седьмом и шестом веках до нашей эры. Местонахождением в Малой Азии на золотоносной реке Пактол у подножия горы Тмол, откуда открывается вся долина реки Герм. Сардийская раннехристианская церковь фигурирует в Откровении Иоанна Богослова как одна из семи церквей Апокалипсиса.
Руины Сарды можно видеть в 75 км восточнее современного турецкого города Измира, неподалёку от города Салихлы. В 1976-2007 годах археологическим участком здесь заведовал профессор Кроуфорд Гринуолт. Первую крупномасштабную археологическую экспедицию сюда возглавлял Говард Кросби Батлер в 1910-1914 годах.

## История
В VII веке до н. э. Сарды — столица могущественного Лидийского царства, где чеканились первые в истории золотые и серебряные монеты. На весь античный мир прославился своим богатством правивший в Сардах царь Крёз. Он царствовал с 560 по 546 год до н. э., когда Сардами овладели персы под предводительством Кира. События лидийской истории составляют предмет первой книги Геродотовой «Истории», а впервые в греческой литературе город упоминается в трагедии Эсхила «Персы». О взятии Сард персами «отец истории» сообщает следующее:
Только в одном месте древний царь Сард Мелес не обнёс львёнка, которого ему родила наложница (хотя тельмессцы предсказали ему, что Сарды будут неприступны, если льва обнесут вокруг стен). Мелес же приказал обнести льва вокруг остальной стены, где крепость была легко уязвимой для нападения. Это же место он оставил незащищённым, так как оно было неприступное и обрывистое [по природе]. Эта часть города обращена к Тмолу. [Находившийся в стане персов] мард Гиреад увидел накануне, как какой-то лидиец спустился здесь с акрополя за упавшим шлемом и поднял его наверх. Гиреад заметил это место и затем сам поднялся здесь на стену, а за ним и другие персы. После того, как большой отряд воинов оказался на стене, Сарды были взяты и весь [нижний] город разрушен.
В эпоху Ахеменидов отсюда начиналась «царская дорога», которая вела на восток в Сузы. Утратив столичный статус, Сарды сохраняли значение как главный город персидской и селевкидской сатрапии, а позднее — и римской провинции Лидия. К римлянам Сарды отошли в 133 году до н. э. по завещанию пергамского царя Аттала. Благодаря упоминанию Плутарха, известно, что в ходе гражданской войны 44—42 годов Марк Юний Брут, в то время наместник Македонии с проконсульским империем, творя правосудие, осудил своего доверенного помощника Луция Оцеллу за хищение денег сардийцев, лишив того знаков отличия. В 17 году Сарды были стёрты с лица земли мощным землетрясением, но впоследствии отстроены заново. Это вдохнуло в город новую жизнь, и его процветание продолжилось в византийский период.
При Тиберии в Сардах жило множество выходцев из Иудеи, пользовавшихся разными привилегиями. В апостольские времена здесь возникла христианская община, о чём свидетельствует Апокалипсис III, 1—5. Позже Сарды были резиденцией христианских епископов. Одним из сардских митрополитов был священномученик Евфимий, пострадавший в период иконоборчества.
Возмутившиеся полчища готов в царствование Аркадия сравняли Сарды с землей. Древний город был окончательно уничтожен в 1402 году во время нашествия Тамерлана.

## Облик города
Жилища народа, расположенные у подошвы твердыни, изображаются — в рассказе Геродота об Ионийском восстании — в виде тростниковых хижин, крытых тростниковыми же кровлями, что и было причиной страшного пожара, истребившего весь нижний город. Подобным же пожаром сопровождалось взятие города Антиохом III. Из достопримечательностей города, помимо акрополя, упоминаются гробница Алиатта и храм Кибелы.
Две группы американских археологов вели раскопки города с 1910 по 1914 год, после чего они возобновились только в 1958 году. При этом были обнаружены свидетельства существования крупного эллинистического и византийского центра, в том числе самая большая за пределами Палестины античная синагога. От великой столицы Лидии, описанной в сочинении Геродота, уцелело сравнительно немного — около тысячи могил и средневековые крепостные стены над лидийской твердыней, сооружение которой приписывалось царю Мелесу.